# 国鉄D50形蒸気機関車
D50形は、日本国有鉄道（国鉄、製造時は鉄道省）の貨物用テンダー式蒸気機関車の1形式である。
当初は9900形と称したが、1928年（昭和3年）10月、D50形に形式変更された。
鉄道の現場を中心にデコマル（デゴマル）またはデゴレの愛称があった。
本項では、D50形を標準軌用に改設計した吉長鉄路・吉敦鉄路500形機関車についても記述する。

## 設計・製造
第一次世界大戦に伴う国内貨物輸送需要の増大を背景として、鉄道院では1916年（大正5年）ごろから9600形の後継機の計画が取りざたされるようになっていた。ここでは、より強力な貨物機を投入し、輸送上の隘路となっていた箱根越えなどの勾配区間での輸送単位の増大を図ることが計画され、当初は改軌論争とのからみもあり、従軸を持たない9600形にそのまま動軸を1軸追加してデカポッド形軸配置（1E＝先輪1軸、動輪5軸）に拡大した機関車が検討の俎上に載せられた。
だが、鉄道国有化後長期にわたり議論が続けられていた改軌論争が最終的に狭軌派の勝利で決着し、狭軌に最適化した設計の18900形（のちのC51形）が大きな成功を収めたこともあり、貨物用についてもデカポッド機案を放棄し、18900形と同様に軸配置を従台車付きのミカド形（1D1＝先輪1軸、動輪4軸、従輪1軸）とした9600形を上回る高性能機が計画されるようになった。
かくして本形式は、鉄道院の小河原藤吉技師を主任設計者として、鉄道省とメーカー各社により共同設計された。
本形式は川崎造船所が主体となり、汽車製造、日本車輌製造、日立製作所により、1923年（大正12年）から1931年（昭和6年）の間に380両が製造された。しかし折からの昭和恐慌による貨物輸送量の減少により、強力な貨物用機関車の需要が小さくなったため、製造が打ち切られ、以後の増備は改良型のD51形へ移行した。

## 構造
それまでの貨物用標準型蒸気機関車であった9600形よりボイラー、シリンダーなど各部分を大型化したが、設計はほぼ完全に新規で起こされており、アメリカ流のラージエンジンポリシーの影響が色濃く現れている。標準軌の機関車に近い画期的なものであったが、工務系出身である鉄道大臣からは線路条件を無視した過大機関車として反対されている。
従来機と比べ重すぎたため運用にあたり幹線レールの強化、枕木の増大、道床を厚くするなど軌道強化も並行して行われた。

### ボイラー
3缶胴構成の広火室過熱式ストレートボイラーを搭載する。
煙管長は18900形の設計を踏襲し5,500mmとされ、火格子面積は3.25m2で、従台車装備により火格子を台枠間に収める必要性がなくなったことから、9600形と比較して1.4倍に拡大された。使用蒸気圧は12.7気圧で、国鉄制式機では初採用となった給水暖め器 を前部デッキ上に搭載してボイラーの熱効率の向上を図り、また自動空気ブレーキの採用に伴い動力源が確保されたことから動力式焚戸口が採用され、乗務員の労力軽減が図られている。
さらに、1927年製造の19992からはアメリカン・ロコモティブ（アルコ社）から輸入された8200形（のちのC52形）の最新設計を参考に、火室にアーチ管を追加し、煙管の伝熱面積を縮小、過熱面積を拡大することで燃焼効率の改善と性能の向上が図られている。
なお、火床面積や煙管長などの特徴や構造から、このボイラーの設計にあたっては、1910年（明治43年）にアルコ社が南アフリカ連邦鉄道へ1両を納入した、やはり従軸で広火室を支える構造のボイラーを備える10D型機関車が参考にされた可能性が指摘されている。

### 走り装置
先台車は1軸心向（リンク）式、従台車は18900形での実績を踏まえて改良が施されたコール式を採用し、動輪径は高速貨物列車牽引を念頭に置いて9600形の1,250mmから1,400mmに拡大された。
動軸の支持は当初、担いばねを欧米と同様、下ばね（アンダースラング）式としていたが、9922以降は検査時の動輪の着脱（車抜き・車入れ）の簡略化を狙って上ばね（オーバースラング）式に設計変更され、これに伴い干渉する部品の位置関係を順番に修正していった結果、火室を支える後台枠を延長し、ボイラーそのものも後退させるという大がかりな設計変更を強いられた。そのため、後述するロッドの材質変更もあって、D50形乗務経験のある乗務員の乗り心地に関する評価では、「前期車の方が格段に良かった」とする意見が残されており、運動部品の慣性質量の増加と上ばね化によるロールセンターの上昇が、走行中の車体振動に直接影響を与えていたことを示している。
また、新設計が導入されたリンク式の先台車は、心向棒と軸箱の結合や案内装置の設計が適切でなかったことから脱線事故や第1動輪のフランジ偏摩耗が多発し、さらに炭水車と機関車本体の連結装置の設計が適切でなかったことから、側線などで用いられる8番分岐の通過時に脱線を頻発させた。これについては機関車本体のみで8番分岐器を通過させたところ脱線が発生せず、炭水車連結時に限って脱線したことなどから、機関車本体と炭水車を連結する連結装置を両側式から中央式に変更し、先台車心向棒を短縮して機関車全体としての曲線通過性能を引き上げることで対処された。また、先台車そのものについてはD50 364 - 369・376 - 380でC10形にて好成績を収めていたコロ式に変更することで最終的な解決が図られた。
台枠は八八艦隊計画がワシントン海軍軍縮条約締結により中止となったことで大量に余剰となった肉厚の圧延鋼板を活用することで、日本で製造された鉄道院（鉄道省）制式機としては初となる、90mm厚鋼板を刳りぬき加工した部材による棒台枠構造となった。
鉄道院制式機では既に、1912年（明治45年）に製造された8850形や4100形で棒台枠が採用されていたが、前車はプロイセン王国、後車はバイエルン王国（いずれも現在のドイツ）からの輸入機であり、日本の粗鋼生産量の多くを占めていた官営八幡製鐵所が未だ第2期拡張工事（鋼材生産年間量30万トン目標）の途上にあって国内市場で適切な板厚の圧延鋼板が調達できなかったことから、前者の川崎造船所によるスケッチ生産機では鋳鋼製台枠が、後者の模倣改良型に当たる4110形では板台枠が、それぞれ代用設計として採用される状況であった。そのような事情から、八幡製鐵所の第3期拡張工事（鋼材生産年間量65万トン目標）が完成した1917年（大正6年）以降の設計となる本形式についても、戦艦・巡洋戦艦だけで八幡製鐵所の年間生産目標量を超える、膨大な量の粗鋼を消費する予定であった八八艦隊計画の中止がなければ、棒台枠の採用は困難であったと見られている。

### 弁装置・ロッド類
シリンダーは行程が18900形と共通の660mmであるが内径を530mmから570mmに拡大することで牽引力の増大に対応している。

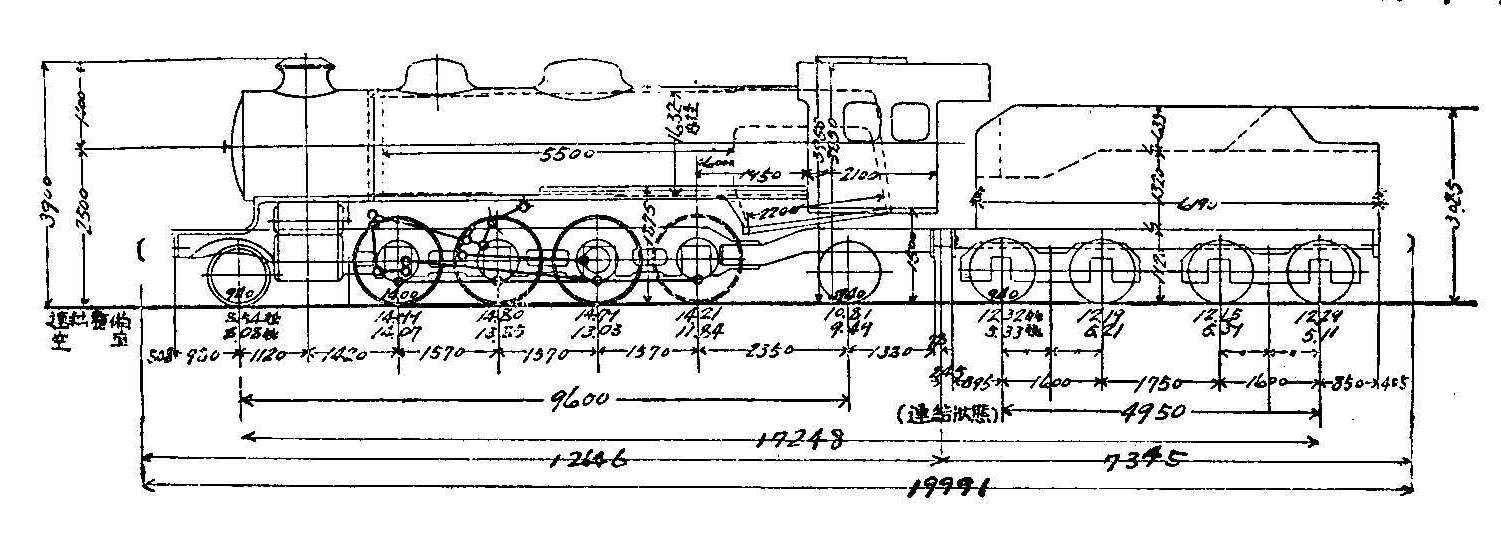
形式図

弁装置は一般的なワルシャート式で、19910まではばね下重量や慣性質量の軽減を図ってロッド類を小断面かつ軽量のニッケルクロム鋼製とした。もっともこれはのちに折損事故が発生したことから、19911以降は断面を拡大し材質をバナジウム鋼に変更して対処した。

### ブレーキ
ブレーキ装置は自動空気ブレーキへの切り替えと、連結器の自動連結器への交換、そしてそれらによる列車重量の増大をにらんで、新造当初よりウェスティングハウス・エアブレーキ(WABCO)社製K14自動空気ブレーキが標準搭載され、これに必要となる空気圧縮機や空気タンクなどもボイラー左右側面の歩み板周辺に搭載された。
その一方で牽引される客貨車には1930年代初頭まで真空ブレーキのみ搭載する車両が残されていたことから、その撤去終了まで真空ブレーキ用機器も併せて搭載されていた。

### 炭水車
本形式では炭水車として、当初20m3形と呼ばれる水槽容量20.3m3、炭庫容量8.13tの専用設計品が採用されたが、これは水槽容量の大きさゆえにロングランを実施する旅客列車用C51・C53形などに転用されるケースが多く、実際に少なくない数の本形式がそれら旅客機から振り替えられた12-17形などを連結していた。また、この実情を反映し1927年製造分の途中からは、当初より12-17形装備で竣工している。

## 製造年・メーカー一覧
- 1923年（8両）
  - 川崎造船所（8両）
    - 9900 - 9907（製造番号 898 - 905） → D50 1 -  8
- 1924年（34両）
  - 川崎造船所（34両）
    - 9908 - 9911（製造番号 982 - 985） → D50 9 - 12
    - 9912 - 9921（製造番号 1000 - 1009） → D50 13 - 22
    - 9922 - 9941（製造番号 1012 - 1031） → D50 23 - 42
- 1925年（62両）
  - 汽車製造（24両）
    - 9942 - 9946（製造番号 822 - 826） → D50 43 - 47
    - 9968 - 9973（製造番号 828 - 833） → D50 69 - 74
    - 9974 - 9986（製造番号 837 - 849） → D50 75 - 87

  - 日立製作所（10両）
    - 9947 - 9952（製造番号 149 - 154） → D50 48 - 53
    - 19905 - 19908（製造番号 175 - 178） → D50 106 - 109

  - 川崎造船所（28両）
    - 9953 - 9967（製造番号 1049 - 1063） → D50 54 - 68
    - 9987 - 9999（製造番号 1075 - 1087） → D50 88 - 100
- 1926年（48両）
  - 川崎造船所（33両）
    - 19900 - 19904（製造番号 1088 - 1092） → D50 101 - 105
    - 19911 - 19937（製造番号 1101 - 1127） → D50 112 - 138
    - 19938（製造番号 1155）

  - 日立製作所（9両）
    - 19909, 19910（製造番号 179, 180） → D50 110, 111
    - 19939, 19940（製造番号 199, 200） → D50 140, 141
    - 19975 - 19979（製造番号 220 - 224） → D50 176 - 180

  - 日本車輌製造（6両）
    - 19941, 19942（製造番号 161, 162） → D50 142, 143
    - 19943 - 19946（製造番号 164 - 167） → D50 144 - 147
- 1927年（90両）
  - 川崎造船所（60両）
    - 19947 - 19972（製造番号 1158 - 1183） → D50 148 - 173
    - 29901 - 29924（製造番号 1188 - 1211） → D50 202 - 225
    - 29951 - 29960（製造番号 1218 - 1227） → D50 252 - 261

  - 日立製作所（20両）
    - 19973, 19974（製造番号 228, 229） → D50 174, 175
    - 19980 - 19982（製造番号 225 - 227） → D50 181 - 183
    - 19987 - 19991（製造番号 241 - 245） → D50 188 - 192
    - 19992 - 19996（製造番号 262 - 266） → D50 193 - 197
    - 29925 - 29929（製造番号 274 - 278） → D50 226 - 230

  - 日本車輌製造（10両）
    - 19983 - 19986（製造番号 172 - 175） → D50 184 - 187
    - 19997, 19998（製造番号 176, 177） → D50 198, 199
    - 19999, 29900（製造番号 191, 192） → D50 200, 201
    - 29944, 29945（製造番号 193, 194） → D50 245, 246
- 1928年（68両）
  - 日立製作所（24両）
    - 29930 - 29943（製造番号 279 - 292） → D50 231 - 244
    - D50 292 - 301（製造番号 302 - 311）

  - 日本車輌製造（10両）
    - 29946 - 29950（製造番号 196 - 200） → D50 247 - 251
    - D50 304 - 308（製造番号 210 - 214）

  - 川崎造船所／川崎車輛（15両）
    - 29961 - 29969（製造番号 1228 - 1236） → D50 262 - 270
    - D50 277 - 279（製造番号 1277 - 1279）
    - D50 302, 303（製造番号 1280, 1281）
    - D50 310（製造番号 1282）

  - 汽車製造（19両）
    - 29970 - 29975（製造番号 990 - 995） → D50 271 - 276
    - D50 280 - 285（製造番号 1025 - 1030）
    - D50 286 - 291（製造番号 1032 - 1037）
    - D50 313（製造番号 1043）
- 1929年（35両）
  - 日本車輌製造（1両）
    - D50 309（製造番号 225）

  - 川崎車輛（12両）
    - D50 311, 312（製造番号 1300, 1301）
    - D50 330 - 339（製造番号 1306 - 1315）

  - 汽車製造（12両）
    - D50 314, 315（製造番号 1064, 1065）
    - D50 320 - 329（製造番号 1066 - 1075）

  - 日立製作所（10両）
    - D50 316 - 319（製造番号 338 - 341）
    - D50 340 - 345（製造番号 363 - 368）
- 1930年（17両）
  - 汽車製造（8両）
    - D50 346 - 349（製造番号 1109 - 1112）
    - D50 356 - 359（製造番号 1131 - 1134）

  - 川崎車輛（6両）
    - D50 350 - 355（製造番号 1350 - 1355）

  - 日立製作所（3両）
    - D50 360, 361（製造番号 403, 404）
    - D50 376（製造番号 411）
- 1931年（18両）
  - 川崎車輛（8両）
    - D50 362 - 369（製造番号 1389 - 1396）

  - 汽車製造（6両）
    - D50 370 - 375（製造番号 1159 - 1164）

  - 日立製作所（4両）
    - D50 377 - 380（製造番号 412 - 415）

### 9900形の付番法
9900形の製造順と番号の対応は、1番目が9900、2番目が9901、3番目が9902、…、100番目が9999となるが、101番目は万位に1を加えて19900とした。その後も同様で、下2桁を00から始め、99に達すると次は万位の数字を1つ繰り上げて再び下2桁を00から始め…という付番法とした。したがって、100番目ごとに万位の数字が繰り上がり、200番目が19999、201番目が29900、…となる。
このため、ナンバーと製造順を対応させる公式は、次のとおりである。
万の位の数字×100+下二桁の数字+1＝製造順
また、1928年の称号規程改正によるD50形への改番については、番号順に9900をD50 1、9901をD50 2、 … 29975をD50 276とした。

## 運用
アメリカ流の機関車設計手法をストレートに導入した本形式は、新造直後の同一条件の下での性能比較試験において、9600形に対してボイラー性能の飛躍的な向上と出力の増大により、60%の性能向上を実現した。ただし、9600と比べると格段に強くなった通風が石炭の投入に悪影響を及ぼすため、あっという間に火床に穴が開くため焚き方が難しいという指摘もあった。
こうした、アメリカ流が随所に持ち込まれた本形式の設計については、鉄道大臣や保線側、鉄道省の主流たるドイツ派を率いる朝倉希一からは「缶が過大」と酷評された。就役当初は懸念通り、その大きさが原因で特に曲線において脱線を頻発することで有名となり、脱線居士9900氏とまで言われた。先輪と炭水車の抵抗力軽減を主体とする改造を行い、辛うじて改善されたがそれでも不十分であった。
だが、本形式初号機の竣工当時、貨物列車牽引の主力であった9600形で600tから700tの牽引が限度であったところを、D50形では連結器の自動連結器化と空気ブレーキの採用により、一挙に最大950t（のちに1,000t）の列車牽引が可能となったことから運転を担当する部局からは好評を博し強い支持を得た。そのため、川崎造船所（のちに川崎車輌へ分社化）・汽車製造・日立製作所・日本車輌製造本店、と大手鉄道車両メーカー各社を動員して量産が進められた。
初期車は登場後、ただちに東海道本線山北 - 沼津間、常磐線田端 - 水戸間などで使用開始された。東海道本線の特急の補機仕業では、本務機であるC51形やC53形と同様、90km/h以上を出すこともしばしばであった。ただし、こうした補機仕業ができたD50はごく一部で、『D50なんてブラ下がってばかり。あんなものはアテにならない』、『どうしてもっと大きな動輪のものを使わないのか？』と本務機関車（本務機）からあてにされていなかった。さらに悪いことに石炭節約が勤務成績に反映されていたので、押さずに引っ張ってもらい石炭を節約するものも存在し、自動解放されるはずの連結器が引っ張られD50が駅までくっついてきたこともあった。本形式は四国を除く全国各地の主要線区で貨物列車牽引用に、あるいは急勾配線区の旅客・貨物列車牽引用として使用された。
特に急勾配と大きな輸送単位で厳しい使用条件にあった北陸本線や中央線、信越線などの勾配区間を抱える各線では、D51形の新製開始後も長く同形式の配置を拒否し、動軸重がわずかに重く空転が発生しにくい本形式の配置を長く要求し続けたと伝えられており、「土壇場で頼りになる」本形式に乗務員が寄せる信頼は非常に大きなものであった。とは言え、空転による停止や逆行と無縁とは言えず乗務員の窒息事故を度々起こしており、中には前述のように多数の重症者や死者を出す悲劇的な事故も引き起こしている。余談だが拒否されたD51も取り扱いに慣れてくると近代化された装備を礼賛され、急勾配で絶対に停止しない機関車として乗務員に大きく信頼を寄せられるようになっている。
また、先台車と動輪の間のスペースが広く検修が楽だったことから、本形式は保守を担当する各機関区や工場の職員からも支持された。もっとも、これは言い換えれば前部のオーバーハングが長いということを意味し、本形式は退行運転や推進運転時に軽量な2軸車を中心とする牽引車両を脱線させてしまう事故をしばしば起した。
さらに前述のとおり曲線通過性能に難があったため、軸重がほぼ同じC51が配備されているにもかかわらず、保線側や経理担当からの風当りは散々なもので設計陣は相当な恨みを買ってしまった。
室蘭本線の石炭集結列車では、1930年（昭和5年）から9600形で2,000t列車が設定・運行されていたが、1936年（昭和11年）に本形式が投入されると2,400t列車が設定・運行され、のちにD51形がこれに加わった。
戦前から戦時中にかけて特に厳しい運用に重点的に投入され、戦後は後継であるD51と伍していたためか、D50の評判は良くなくどこの区も受け入れを拒みがちであった。乗員からは、蒸気の騰がりが悪いため足（軸重）が特に軽いため空転しやすい初期D51よりも敬遠された。1955年（昭和30年）ごろより、余剰化や耐用年数とされた車齢35年に近くなり老朽化が進んだことによる廃車が出始め、1965年（昭和40年）ごろまでにほとんどが廃車あるいは後述するD60形の改造種車となった。
末期に残ったのは若松、直方両機関区に配置され、筑豊本線の石炭列車に使用されていた数両と一ノ関機関区に配置され、大船渡線一ノ関 - 陸中松川間の貨物列車の牽引にあたっていた2両であった。最後の1両は直方機関区に配置されていたD50 140で、1971年（昭和46年）まで使用されたあと梅小路蒸気機関車館に動態保存（のちに静態保存化）された。D50 140は一度「さよなら運転」を行ったもののD60廃車による機関車不足のため現役復帰した珍しい経歴を持つ。
昭和期の国鉄ではD50形の性能諸元をもとに幹線の貨物列車の牽引定数が決まり、そこから駅の有効長や貨車ヤードなどの鉄道施設の規格が決定され、今日の鉄道に引き継がれている。あらゆる意味で日本の鉄道の基礎を築いた機関車といえよう。
また、蒸気機関車に限ってみても、工務系出身者や保線や経理担当、ドイツ派に過大と批判された本形式のボイラーの設計・構造はC53, D51形（C61形）からC59形（C60形）までの各形式に搭載されたボイラーの基本となり、また足回りの設計は、後継車種であるD51, D52形にほぼそのまま受け継がれることとなった。
本形式は特急列車を中心に華々しく活躍したC51形や、本形式以上に評価されたD51形の陰に隠れて目立たない。だが、その完成以後の国鉄における蒸気機関車設計のみならず地上設備の整備計画に重大な影響を与え、また輸送計画についても決定的といってよい影響を及ぼしており、本形式は日本の国鉄制式蒸気機関車の技術発達史上において一大画期をなした重要な機関車の一つであると言える。

## 改造
1939年（昭和14年）にD50 193は陸軍の要請で標準軌化改造を施されて供出、上海 - 南京間の華中鉄道で運用された。中華人民共和国成立後も存在し1951年ㄇㄎ16形(注音記号ミカ)となったが、1955年には既に存在していない。
大船渡線一ノ関 - 陸中松川間の石灰石輸送を行っていた一ノ関機関区のD50 267, 346は陸中松川駅に転車台がないため、炭水車を先頭にしたバック運転（逆機）を強いられていた。そのため、逆機時の後方視界確保策として、C56形同様、炭水車両肩を大きく切り欠く改造が施された。その結果、石炭搭載量もタンク機関車並みとなっている。同様の改造は、入換専用となった他形式のテンダー機関車にも見ることができる。
後年、D51形が大量製造されたこともあって両数に余剰を生じた。そのため、丙線規格線区向け転用のために、1951年（昭和26年）から1956年（昭和31年）にかけて、78両は従台車を新造の2軸従台車(LT254)に振り替え、シリンダ内径を550mmへ縮小、ボイラそのものも煙管の構成を全面的に変更してD60形に改造された。
1952年（昭和27年）には大宮工場機関車課鋳物職場長であった宇佐美吉雄が考案した、自動可変リード弁を備える宇佐美式弁装置をD50 190に装備したが、これは1956年に旧状に復された。

## 吉長鉄路・吉敦鉄路500形
日本が清や中華民国との契約を元に建設、南満洲鉄道の委託経営で運営されていた吉長鉄路と吉敦鉄路では、1923年からD50形の設計を基に標準軌化した500形テンダー機関車16両を川崎造船所（製造番号970, 971, 1140 - 1147）と汽車製造（製造番号965 - 970）に発注した。500形の外形はD50形に近いものであったが、軌間や車両限界の違いもあってボイラー中心高など各部の寸法が一部異なっており、給水暖め器の有無などの差異があった。吉長鉄路と吉敦鉄路は1931年の合併を経て1933年（昭和8年）には満洲国国有鉄道京図線の一部となり、吉長・吉敦鉄路時代は501 - 516の番号が与えられていた500形は6540 - 6555に改番、1938年（昭和13年）に満鉄社線・満洲国鉄線・華北交通で行われた形式称号改正ではミカナ形とされたが、戦後の消息は不明である。

## 保存機
大半のものが早く廃車あるいは改造されたため、保存機は少なく、以下の2両のみである。動態保存機はない。D50 140は、2006年、「梅小路の蒸気機関車群と関連施設」として、準鉄道記念物に指定された。
| 画像 | 番号    | 所在地                                    | 備考           |
| ---- | ------- | ----------------------------------------- | -------------- |
|      | D50 25  | 北海道北見市北6条西1-8 三治公園           |                |
|      | D50 140 | 京都府京都市下京区観喜寺町 京都鉄道博物館 | 準鉄道記念物。 |

## D50形が登場する作品
- 1940年制作の記録映画『鐵道信號』では貨物列車の牽引機としてD50 140が登場する。
- 大阪圭吉の小説『とむらい機関車』にD50 444（実在しない）が登場する。